# Amdoxovir
Amodxovir ist ein experimenteller Arzneistoff zur Behandlung HIV-infizierter Patienten im Rahmen einer HIV-Kombinationstherapie.
Amodxovir gehört zur Gruppe der nukleosidischen Reverse-Transkriptase-Inhibitoren (NRTI).

## Geschichte
Amdoxovir wurde 1996 von der Emory-Universität an das Pharmaunternehmen Triangle lizenziert.
Triangle wurde im Januar 2003 von Gilead übernommen. Zu diesem Zeitpunkt befand sich Amdoxovir, auch bekannt als DAPD, in Phase II der klinischen Prüfung und wurde neben dem Einsatz gegen HIV auch auf seine Wirksamkeit gegen HBV getestet.
2004 beendete Gilead eine Zusammenarbeit mit der Emory-Universität zur Entwicklung und Vermarktung von Amdoxovir. Die Emory-Universität bekundete ihr Interesse, Amdoxovir weiterhin in klinischen Studien zu prüfen.
Zwischenzeitlich wurde die Entwicklung des Arzneistoffs von dem US-Pharmaunternehmen RFS Pharma wieder weiter verfolgt, ist jedoch mittlerweile komplett eingestellt.

## Nebenwirkungen
Über Nebenwirkungen ist wenig bekannt. Die Beobachtungen aus Studien entsprechen weitgehend den für NRTI typischen Nebenwirkungen.

## Resistenzen
In-vitro zeigte Amdoxovir gute Aktivität gegen NRTI resistente Stämme (einschließlich Retrovir (AZT) und Epivir (3TC)). HIV mit einer Mutation an K65R mit Resistenz gegen Videx (ddI) und Viread (Tenofovir) scheinen weniger empfindlich.